# Cabezón de Liébana
Cabezón de Liébana là một đô thị thuộc cộng đồng tự trị Cantabria, Tây Ban Nha. Theo điều tra dân số năm 2007, đô thị này có dân số là 708 người.

## Biến động dân số
| 1900  | 1910  | 1920  | 1930  | 1940  | 1950  | 1960  | 1970  | 1980 | 1990 | 2000 | 2007 |
| ----- | ----- | ----- | ----- | ----- | ----- | ----- | ----- | ---- | ---- | ---- | ---- |
| 2.199 | 2.207 | 2.190 | 2.121 | 2.152 | 2.209 | 1.892 | 1.361 | 953  | 908  | 670  | 688  |

Fuente: INE

## Các thị trấn
- Aniezo
- Buyezo
- Cabezón de Liébana (Thủ phủ)
- Cahecho
- Cambarco
- Frama
- Lamedo
- Luriezo
- Perrozo
- Piasca
- San Andrés
- Torices